# 前448年
| 千纪： | 前1千纪 |
| 世纪： | 前6世纪 \| 前5世纪 \| 前4世纪 |
| 年代： | 前470年代 \| 前460年代 \| 前450年代 \| 前440年代 \| 前430年代 \| 前420年代 \| 前410年代                                                                                                 |
| 年份： | 前453年 \| 前452年 \| 前451年 \| 前450年 \| 前449年 \| 前448年 \| 前447年 \| 前446年 \| 前445年 \| 前444年 \| 前443年                                                                   |
| 纪年： | 周貞定王二十一年 魯悼公二十年 齊宣公八年 晉哀公四年 趙襄子二十八年 秦厉共公二十九年 楚惠王四十一年 宋昭公二十一年 衛敬公十七年 蔡侯齊三年 鄭共公七年 燕成公七年 越王不壽十年 杞簡公元年 |

## 大事記
- 晉国大夫知氏殘餘智寬，率其族人奔秦国。
- 伯里克利率领雅典军队攻打德尔斐，将德尔斐神谕的圣地恢复到福西斯。
- 古雅典人开始建造从雅典到比雷埃夫斯港的长城的中间部分。

## 出生
- 阿里斯托芬，古希臘喜劇作家、雅典公民。